# Decorah Township
Decorah Township est un township, du comté de Winneshiek en Iowa, aux États-Unis.